# Ishigaki Eitarō

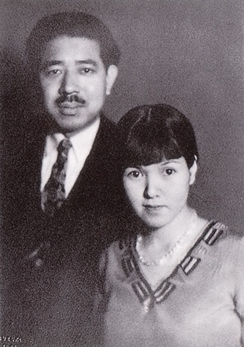
Ishigaki Eitarō mit seiner späteren Ehefrau Ayako, 1927

Ishigaki Eitarō (japanisch 石垣 栄太郎; geb. 1. Dezember 1893 in Taiji, Präfektur Wakayama; gest. 23. Januar 1958 in Tokio) war ein japanischer Maler im „westlichen Stil“ während der Taishō- und Shōwa-Zeit.

## Leben

### Frühe Jahre an der US-Westküste (1909–1915)
Ishigaki Eitarō wurde am 1. Dezember 1893 in Taiji, Präfektur Wakayama geboren. Über seine Kindheit in Japan ist nichts bekannt. 1909, im Alter von 16 Jahren, folgte er seinem Vater, der 1901 ausgewandert war, in die Vereinigten Staaten. Laut der Kurzbiographie in dem Sammelband Asian American art, 1850-1970 kam Ishigaki bei seinem Vater in Seattle an und zog gemeinsam mit diesem im folgenden Jahr ins kalifornische Bakersfield. ShiPu Wang gibt hingegen an, dass Ishigaki von Japan aus direkt nach Bakersfield einwanderte, wo sein Vater Arbeiter war. Wie die Mehrheit der asiatischen Einwanderer an der US-Westküste erlebte Ishigaki zu dieser Zeit das Leben in den Vereinigten Staaten als Wanderarbeiter, der unterbezahlte und physisch anstrengende Arbeiten zu verrichten hatte. So arbeitete er als Tagelöhner auf Obstplantagen, Bedienungshilfe (busboy) in Restaurants und als Reinigungskraft in Hotels in Bakersfield, San Francisco und Seattle.
In Bakersfield kam Ishigaki im Rahmen des Englischunterrichts in einer Kirchengemeinde, in der er auch Bibelstudium betrieb, erstmals in Kontakt mit sozialistischem Gedankengut. Ishigakis tiefere Auseinandersetzung mit Sozialismus und Kommunismus erfolgte jedoch erst, nachdem er 1912 zu seiner Tante nach San Francisco gezogen war. Dieser Umzug soll im Zusammenhang mit Spannungen in der japanischen Community in Bakersfield gestanden haben, in der sich japanische Einwanderer, die für Assimilation eintraten, und zu denen Ishigaki gehörte, solchen gegenüberstanden, die einen japanischen Nationalismus tradieren wollten.
Im Frühjahr 1914 lernte Ishigaki Sen Katayama in San Francisco kennen. Katayama war ein Pionier der japanischen Arbeiterbewegung und wirkte sowohl an der Gründung der ersten sozialdemokratischen Partei Japans sowie der Kommunistischen Partei Japans wie auch der Kommunistischen Partei der USA (CPUSA) mit. Während seines dritten Aufenthaltes in den Vereinigten Staaten galt er in kleinen Kreisen der japanischen Einwanderer in San Francisco und ab 1917 New York als einflussreicher Aktivist. In der Folge wurde Katayama ein Mentor und eine Vaterfigur für Ishigaki, der in dem bekannten japanischen Magazin Kaizō dessen erste Autobiographie herausgab. Laut Ishigakis eigenen Angaben trafen sich bei ihm im Atelier Katayama und ein kleiner Zirkel japanischer Einwanderer, zu dem unter anderem Taguchi Unzō und Inomata Tsunao – später einflussreiche Autoren und linke Politiker in Japan – gehörten. Als Form der geistigen Unterstützung der Russischen Revolution diskutierten sie beispielsweise Lenins Schrift Staat und Revolution. Katayama riet Ishigaki, nach Japan zurückzukehren, um dort Schulen zur Propagierung des Leninismus einzurichten und so ein Führer der Revolution zu werden. Dieser kam diesem Ansinnen jedoch nicht nach.

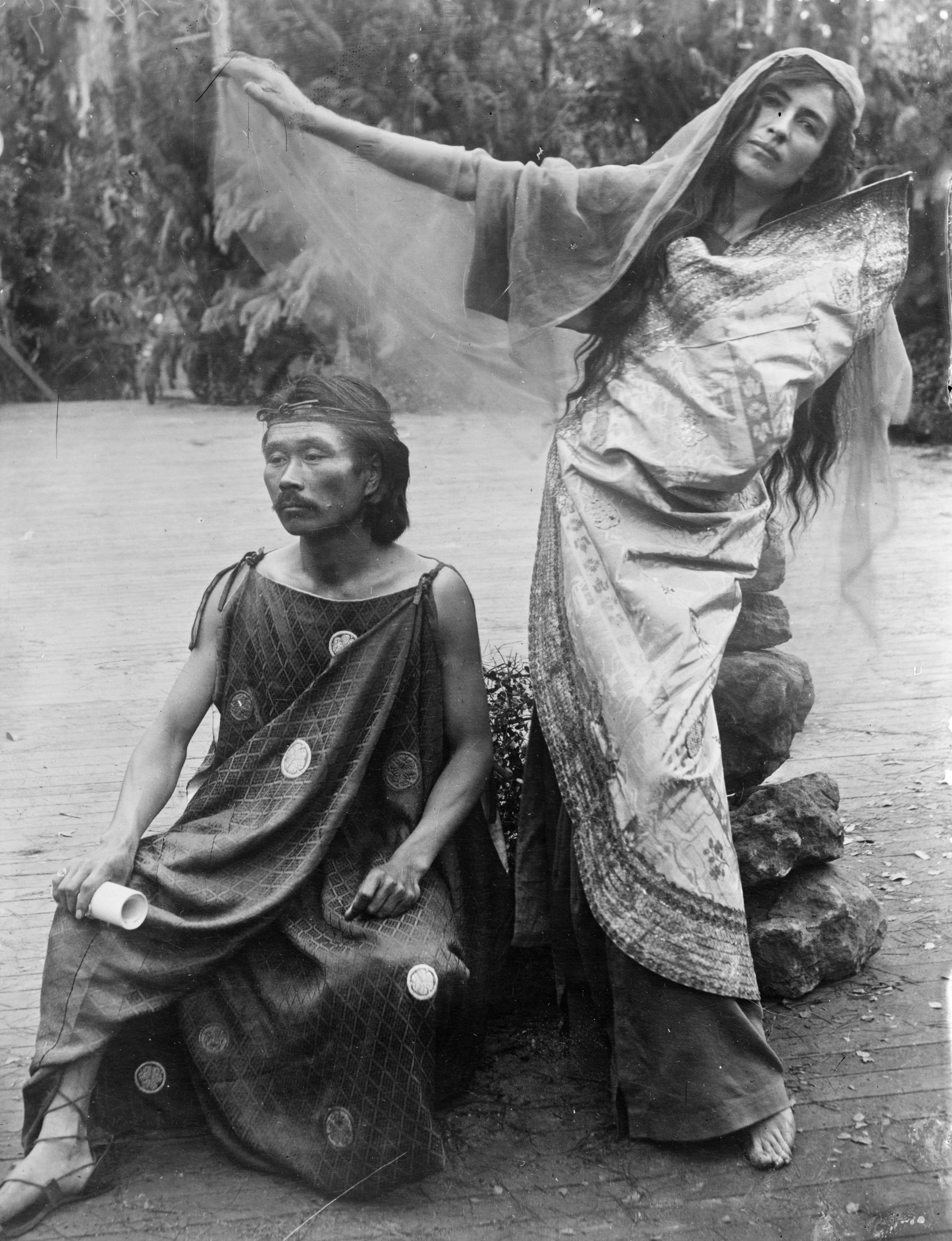
Bain News Service, Takeshi Kanno und Gertrude Boyle Kanno, 1914.

In San Francisco begann er seine künstlerische Ausbildung: 1913 besuchte er die William Best School of Art, 1914 das San Francisco Institute of Art. Er lernte den Dichter Takeshi Kanno und dessen Frau, die Bildhauerin Gertrude Boyle Kanno, kennen, über die er Kontakt zu Künstlern und Schriftstellern wie etwa Joaquin Miller erhielt. Es entwickelte sich in der Folge eine Dreiecksbeziehung, die aufgrund der Bekanntheit der Kannos in Kalifornien einige Aufmerksamkeit erhielt. Gertrud Boyle Kanno verließ 1915 ihren Mann und zog nach New York City, der siebzehn Jahre jüngere Ishigaki folgte ihr.

### Linker Künstler und Aktivist in New York City (1915–1951)

#### Ishigakis persönliche Beziehungen
Boyle Kanno und Ishigaki lebten in New York im Stadtviertel Greenwich Village, ihr Mann folgte ihnen und lebte in der Nähe. Die Dreiecksbeziehung zwischen der amerikanischen Bildhauerin und den beiden japanischen Einwanderern war vor dem Hintergrund der bestehenden anti-miscegenation laws, Gesetzgebung, die Rassentrennung auf der Ebene von Beziehung und Sexualität durchsetzen sollte, ein Skandal. 1929 versöhnten sich die Kannos wieder. Neben Boyle hatte Ishigaki freundschaftlichen und kollegialen Umgang mit einer Reihe politische aktiver Frauen. Im selben Gebäude wie das Paar wohnte Margaret Sanger, die sich für das Recht auf Empfängnisverhütung einsetzte. Ishigaki bewunderte ihren Einsatz und sorgte dafür, dass ihre Schriften Über Verhütung in dem japanischen Magazin Kaizō publiziert wurden. 1922 unterstützte er zudem ihre Japanreise. Sanger machte Ishigaki mit H. G. Wells bekannt, von dem er die Publikationsrechte der Erzählung Men Like Gods für Kaizō erwarb. Ein regelmäßiger Gast in der Atelierwohnung von Boyle und Ishigaki war zudem die Journalistin und Autorin Agnes Smedley, die sich unter anderem für die antikoloniale Bewegung in Indien und die Chinesischen Kommunisten in den 1930er-Jahren engagierte. Er schätzte Smedley als Künstlerin und betrachtete sie trotz ihres ähnlichen Alters als reifere Persönlichkeit.
Im Januar 1927 besuchte die Frauenrechtlerin und Autorin Tanaka Ayako Ishigaki in seiner Wohnung in der Horatio Street, wo seine Werke sie beeindruckten. Sie schätzte zudem seinen Respekt für Frauen, den sie in seiner Japan und Amerika verbindenden Identität begründet sah. Tanaka war 1926, nachdem sie in Japan für ihre Tätigkeit als Aktivistin inhaftiert worden war, mit ihrer Schwester, deren Mann Diplomat in Washington, D.C. war, in die Vereinigten Staaten ausgewandert. Sie zog trotz Widerspruch aus ihrer Familie nach New York und heiratete 1931 Ishigaki zwar mit dem Einverständnis ihres Vaters, der jedoch keine Hochzeitsgeschenke machte oder Glückwünsche übermittelte. Im August 1932 bekamen die Ishigakis eine Tochter, die jedoch bereits nach zehn Tagen starb. Als Ishigaki Ayako 1940 unter dem Pseudonym Haru Matsui ihre Autobiographie Restless Wave veröffentlichte, enthielt das Buch von ihrem Ehemann angefertigte Illustrationen.

#### Etablierung als Künstler
In New York setzte Ishigaki sein Kunststudium, das er 1918 abschloss, in der Arts Student League fort. Er besuchte die Abendklasse von John Sloan. Ishigaki war in New York Teil eines Netzwerks von Künstlern aus der japanischen Diaspora, mit denen er gemeinsam ausstellte: So war er 1922 Teil der Exhibition of Paintings and Sculptures by the Japanese Artists Society of New York City im Civic Club, dem heutigen New York Estonian House; 1927 zeigte er Werke in The First Annual Exhibition of Paintings and Sculptures by Japanese Artists in New York im Art Center.

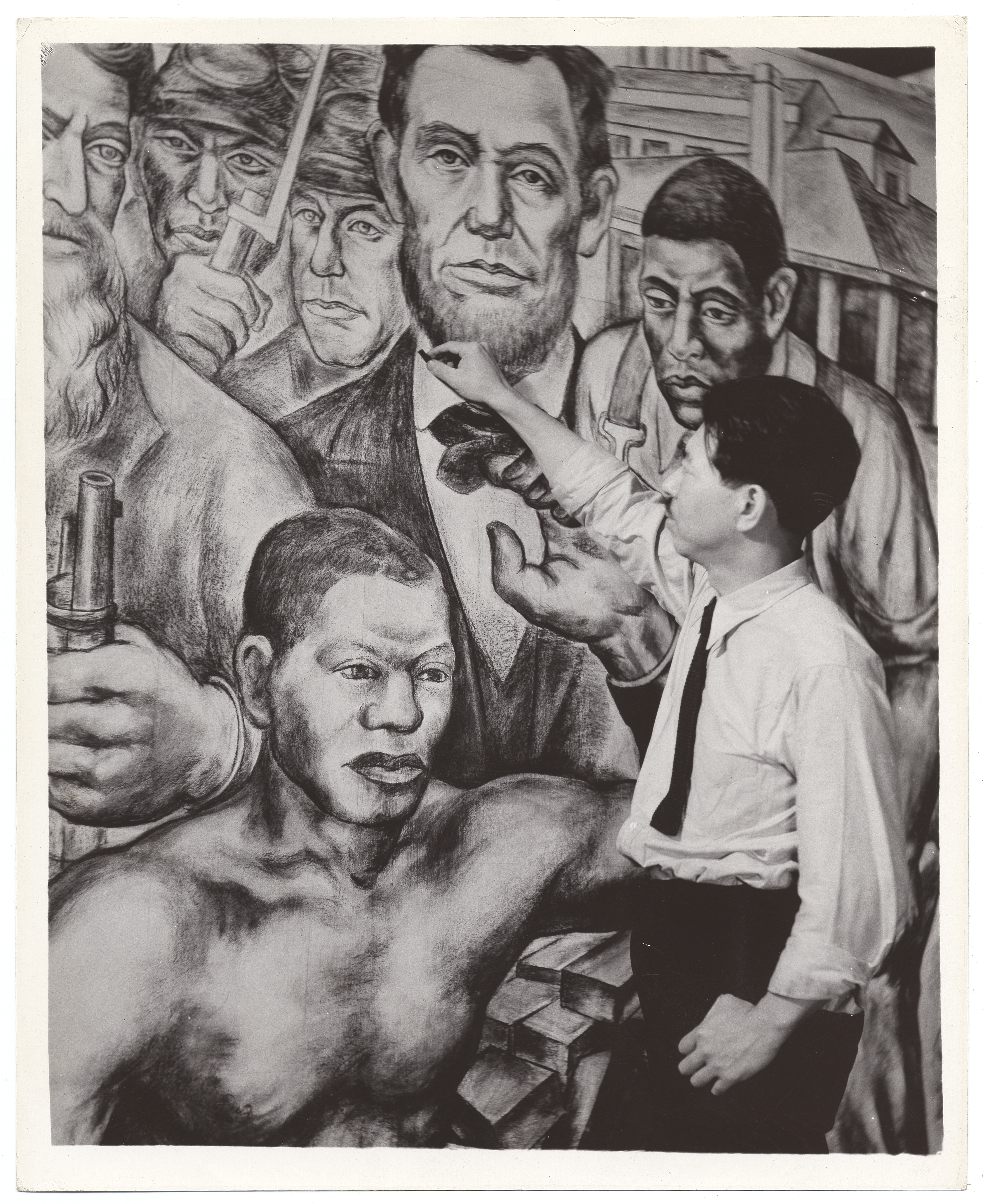
Ishigaki vor seinem Wandgemälde im Harlem Courthouse,1938.

Ishigaki war in mehrere Projekte im Rahmen des Federal Art Project der Works Progress Administration (WPA) involviert. In diesem Rahmen schuf er ab 1936 zwei Ölgemälde als Wandbilder im Harlem Courthouse mit den Titeln The Spirit of 1776 und Emancipation of Negro Slaves, die Amerikas Unabhängigkeit und die Befreiung der Sklaven zeigten und kontrovers diskutiert wurden. Unter anderem wurde die als zu dunkel empfundene Hautfarbe Abraham Lincolns sowie der zu ernste, nicht gütig genug wirkende Gesichtsausdruck George Washingtons kritisiert. Diese Art von Kritik war rassistisch begründet und richtete sich auch gegen den Künstler selbst. Dieser entgegnete darauf in einem Interview im Daily Worker vom 5. April 1938: „I can characterize it in no other way than as another slander against the WPA by opponents of the present administration. They slander the murals also because a Japanese artist painted these scenes of early American history. ‘How can an alien understand the American struggle?‘ they say.“ Nachdem eine versuchsweise Präsentation der Gemälde am 30. März 1938 zu erheblicher Kritik geführt hatte, ließ die Municipal Art Commission die Gemälde 1941 letztendlich zerstören. Noch während Ishigaki am Auftrag für das Harlem Courthouse arbeitete, wurde er im Juli 1937 zusammen mit anderen Emigranten aus dem Federal Art Project entlassen, da sie keine amerikanischen Staatsbürger waren. Auf diese Entscheidung reagierte Ishigaki mit Unverständnis, da er in den Vereinigten Staaten vollkommen assimiliert gewesen sei. So gab er an: „Ich lebe seit 30 Jahren in diesem Land, aber da Asiaten keine Bürger werden können, haben sie uns die einzige Möglichkeit zur Bestreitung des Lebensunterhaltes genommen. Obwohl wir wie andere Amerikaner leben - hier ausgebildet wurden, Steuern zahlen, die gleichen Mägen wie amerikanische Bürger haben -, ist es uns nicht erlaubt, eingebürgert zu werden. Man kann sehen, wie unfair dies ist.“
Ishigaki schuf politische Gemälde, die sich mit dem Kampf der Arbeiter für ihre Rechte und dem Rassismus in den Vereinigten Staaten beschäftigten. Sie wurden in den 1920er-Jahren regelmäßig ausgestellt, in den 1930ern und 1940ern nur noch sporadisch. In den 1930er-Jahren war Ishigaki im American Artists’ Congress aktiv, in dessen Ausstellungen er von 1936 bis 1940 Werke zeigte. 1936 stellte er zudem in der Exhibition by Japanese Artists in New York in der ACA Gallery aus, die im selben Jahr und 1940 auch Einzelausstellungen Ishigakis zeigte. 1947 war Ishigaki zuletzt Teil der Ausstellung The Japanese American Artist Group im New Yorker Riverside Museum. Er fiel in der Folge mit seiner Kunst der verschärften politischen Situation in den USA zum Opfer.

#### Ishigaki als linker Aktivist in New York
Neben seinem Studium engagierte in einer kommunistischen Gruppe, die von dem japanischen Gewerkschafter und Missionar Sen Katayama geleitet wurde. Ishigaki kannte Sen bereits aus San Francisco. 1929 war Ishigaki Gründungsmitglied des kommunistischen John Reed Clubs, dem unter anderem auch John Dos Passos und Ernest Hemingway angehörten. In dieser Zeit lernte er auch die mexikanischen Künstler Diego Rivera, Rufino Tamayo und José Clemente Orozco kennen. Unter ihrem Einfluss entwickelte sich der Stil seiner Werke, die seit Langem soziale Themen reflektierten, in Richtung der skulpturalen Modellierung von Formen wie sie sich in Riveras Wandbildern finden lässt. Ishigaki stellte regelmäßig in Ausstellungen des John Reed Clubs aus und wurde dabei positiv von der Kritik rezipiert. So hielt Margaret Duroc in ihrer Rezension einer dieser Ausstellungen in Bezug auf das Gemälde South U.S.A. (Ku Klux Klan) fest, dass von allen Malern „[...] allein Ishigaki die Arbeiter bereit zum Kampf gezeigt [...]“ habe.
Von Juli 1929 an publizierte Ishigaki mehrere seiner Werke in der eng mit der CPUSA verbundenen marxistischen Zeitschrift New Masses. Sein erster Beitrag war eine Reproduktion seines Gemäldes Undefeated Arm auf dem Cover. Weitere Illustrationen von ihm waren unter anderem Fight, im Juni 1932 ebenfalls auf dem Cover abgebildet, und South U.S.A. (Ku Klux Klan) als Illustration eines Berichts über ein Treffen des Ku-Klux-Klan in Atlanta sowie Down with the Swastika, die beide 1936 Verwendung fanden. New Masses bot linken Künstlern ein Forum für ihre sozial engagierten Werke, was Ishigaki als avantgardistisch für die amerikanische Kunstszene verstand. Im Umfeld der Zeitschrift konnten Künstler das Verhältnis zwischen ihrer Kunst und den politischen Anliegen diskutieren. Mit dem Herausgeber Michael Gold, der das Magazin ab Juni 1928 verstärkt auf die Durchsetzung von Anliegen der Arbeiter durch eine explizitere politische Ausrichtung der Inhalte ausrichtete, setzte sich aber verstärkt eine Art proletarischer Realismus als Stil durch. Diesen adaptierte in der Folge auch Ishigaki für sein Schaffen.
Im März 1936 erschien auch im Daily Worker eine Reproduktion von Ishigakis Gemälde South U.S.A. (Ku Klux Klan), das für seine Einzelausstellung in der ACA Gallery werben sollte. Es wurde so positioniert, dass es einen Artikel von Dorothy Calhoun über ihren Besuch bei zwei Müttern der Scottsboro Boys, Opfern des Rassismus im amerikanischen Justizsystem, illustrierte.

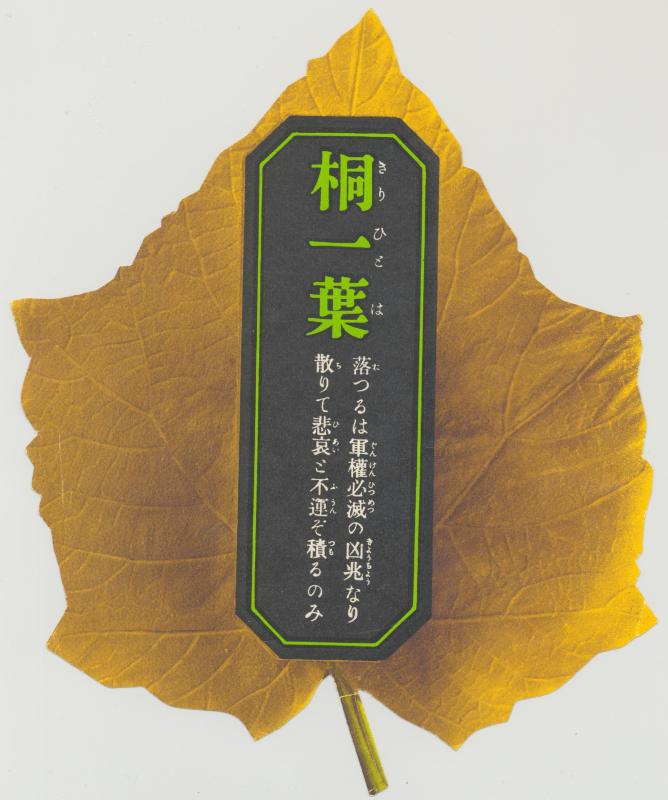
Vorderseite des Propaganda-Flugblatts Kiri Hitoha aus dem Jahr 1942, das von Ayako Ishigaki gestaltet wurde, während sie mit ihrem Mann für das United States Office of War Information arbeitete.

Während des Zweiten Weltkrieges arbeitete das Ehepaar Ishigaki für das United States Office of War Information, in dem sie der letztendlich unterlegenen Fraktion des in der Popular Front verwurzelten Antifaschismus angehörten.
Die Ishigakis waren Betroffene der McCarthy-Ära: Im Jahr 1950 wurden Ishigaki und seine Frau aufgrund ihrer Kontakte zu Agnes Smedley, die als Spionen für die Sowjetunion angeklagt war, mehrmals vom Federal Bureau of Investigation befragt. In diesem Zusammenhang erfuhren die beiden auch, das ihre Aktivitäten der vorausgegangenen Jahrzehnte in den Vereinigten Staaten überwacht worden waren. In der Folge befürchteten die Ishigakis ihre Deportation. Aufgrund dessen nahmen sie am 18. Mai 1950 nicht an der Gedenkveranstaltung im Friends Meeting House für die zehn Tage zuvor in London verstorbene Smedley teil. 1951 verließ Ishigaki gemeinsam mit seiner Frau das Land und kehrte nach Japan zurück, bevor ein Verfahren gegen ihn eröffnet werden konnte.

### Letzte Jahre in Japan (1951–1958)
In Japan ließ Ishigaki sich mit seiner Frau in Tokio nieder, wo er jedoch nicht willkommen war. Nach Angaben seiner Frau war er isoliert und verlor seinen Enthusiasmus fürs Malen. In den Jahren 1955 bis 1958 stellte Ishigaki jeweils im Rahmen der Ausstellung Ten Ten Kai in Tokio aus. Ishigaki starb am 23. Januar 1958 in Tokio. Im folgenden Jahr zeigte die Tokioter Galerie Bungei Shunjū eine Retrospektive.

## Werk

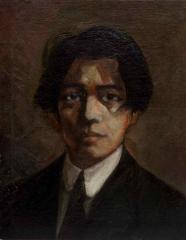
Ishigaki Selbstporträt, 1917
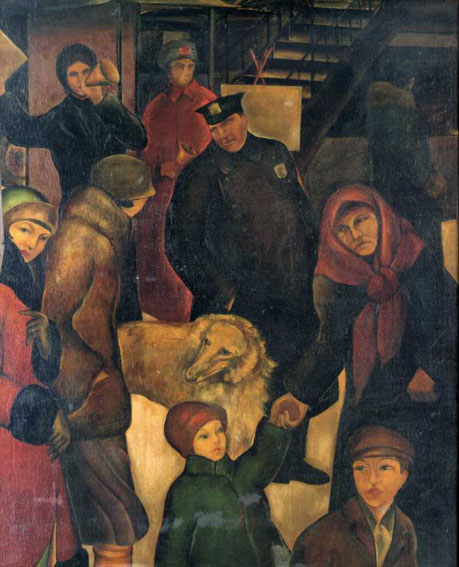
„Straße“, 1925
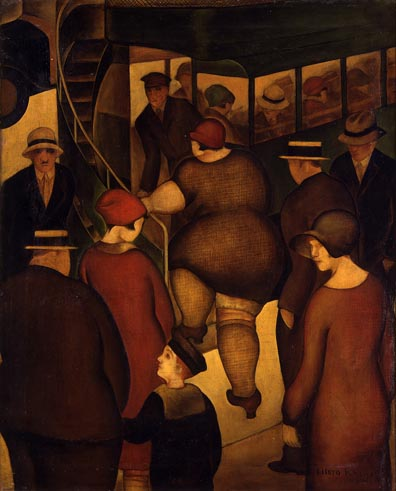
„Doppeldecker-Bus“, 1926

Sozialkritische Motive gehörten durchgängig zu Ishigakis Repertoire, wobei sich jedoch stilistische Änderungen verfolgen lassen. So neigte er Mitte der 1920er-Jahre leicht der Abstraktion zu, wobei er jedoch den Bereich des Gegenständlichen nie verließ. 1925 schuf er das Gemälde Boxing, das auf die vielen Boxgemälde von George Bellows Bezug nahm. Den Kampf stellte Ishigaki als verflochtene flüssige Linien und Formen, womit Menschen als organische Formen in verschiedenen Farbtönen dargestellt werden. Die Gesichter der Boxer, die in der Regel aus niedrigen sozialen Schichten stammten, werden von Ishigaki in der stilisierten Darstellung nicht gezeigt, womit sie anonym bleiben. Die Gesichter des Ringrichters und des Publikums sind zwar zu sehen, aber auch sie tragen keine individuellen Züge. In dem Gemälde Whipping, das im selben Jahr entstand und den Konflikt zwischen der unterdrückten Arbeiterklasse und dem ausbeuterischen Management zeigt, sind die Gesichter der Arbeiter im Hintergrund noch stärker minimiert. Die Komposition des Bildes wird von einem die Peitsche schwingenden Reiter im Vordergrund dominiert, dessen muskulöser, gewölbter Körper von sehnigen, verdrehten Hals des Pferdes wieder aufgegriffen wird. Die dunkel dargestellten und anonymen Arbeiter erscheinen gefangen zwischen der beherrschenden Figur des Reiters und den Rauch ausstoßenden Schloten der fabrikähnlichen Gebäude im Hintergrund. Whipping ist eines der Werke in Ishigakis Œuvre, das am stärksten der Abstraktion zuneigt. Diese Werkphase wird von Wang als eine Form der Hommage seitens Ishigaki an die russischen Konstruktivisten mit ihrer revolutionären Kunst der 1910er- und 1920er-Jahre interpretiert.
Das Motiv des peitscheknallenden oder schlagstockschwingenden Reiters als Unterdrücker griff Ishigaki in einer Reihe weiterer Gemälde auf: 1933 malte er American Cossacks und Revolt on the Island of Cuba, 1935 Uprising. In ihnen lässt die Entwicklung von der abstrakteren Formensprache von Whipping hin zu einem didaktischen Realismus nachvollziehen. American Cossacks wird von Polizisten mit Schlagstöcken dominiert, die auf die Arbeiter am Bildrand, die eine geschlossene Front bilden und nur ihre Plakate zur Verteidigung haben, zureiten. Wie auch in seinen vorherigen Gemälden verzichtete Ishigaki weitgehend auf die Individualisierung der Figuren. Dies änderte er in Revolt on the Island of Cuba. Zwar ist das Pferd von seiner Haltung her dem in Whipping ähnlich, jedoch sind es und die beiden Figuren – der Peitsche schwingende weiße Reiter, der mit den europäischen Kolonisatoren verbunden ist, und der untergebene Schwarze mit freiem Oberkörper, der in einer Geste des Widerstands nach den Zügeln greift – im Vordergrund detailliert ausgearbeitet und individualisiert.
Ishigaki gehörte mit seinen politischen Werken zu einem heterogenen linken Künstlermilieu, das verschiedene ethnische und nationale Zugehörigkeiten überbrückte und an einer gemeinsamen linken Ikonographie partizipierte. Sein Gemälde Undefeated Arm (Unbesiegter Arm), das in einem engen Bildausschnitt einen in Hemd mit hochgekrempelten Ärmeln und Hose bekleideten männlichen Torso zeigt. Der muskulöse rechte Arm hält einen Hammer. Im Juli 1929 war eine Reproduktion des Undefeated Arm das Coverbild des Magazins New Masses. Es handelte sich um den ersten einer Reihe von Beiträgen Ishigakis in dieser Zeitschrift. In seinem Kupferrelief-Wandbild Historia de México im Mercado Abelardo L. Rodríguez in Mexiko-Stadt griff Isamu Noguchi das Motiv des hammerschwingenden Armes auf. Auch mit dem Gemälde Man with a Whip aus dem Jahr 1925 griff Ishigaki ein in der Folge von zahlreichen Künstlern des Sozialen Realismus in den Vereinigten Staaten adaptiertes Motiv auf.

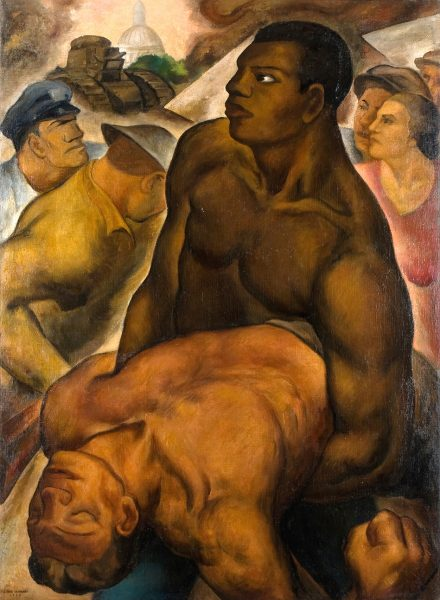
Ishigaki Eitarō, The Bonus March, Öl auf Leinwand, 144,5 × 106 cm, 1932, Museum of Modern Art, Wakayama.

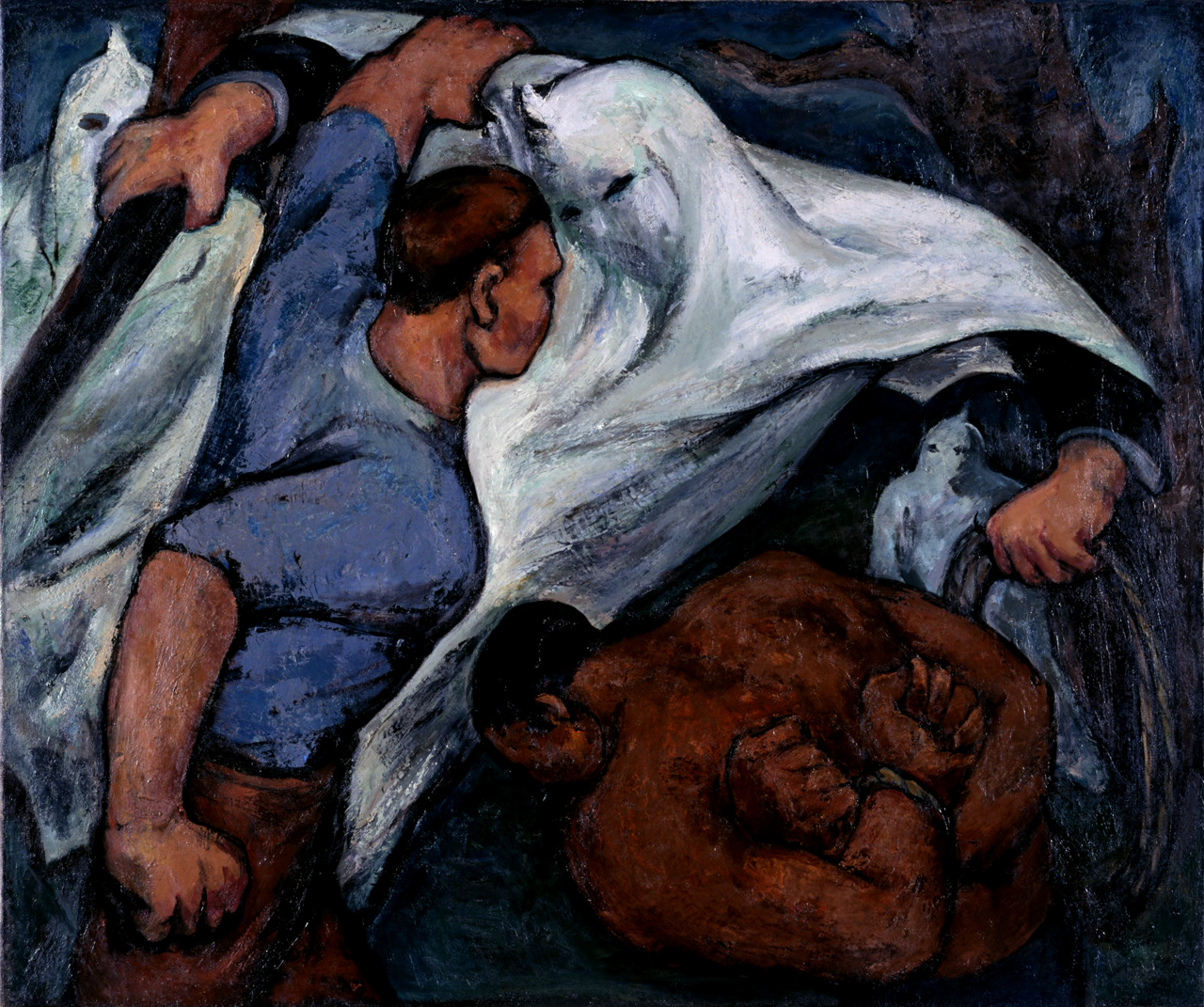
„K.K.K.“ (Ku-Klux-Klan), 1936

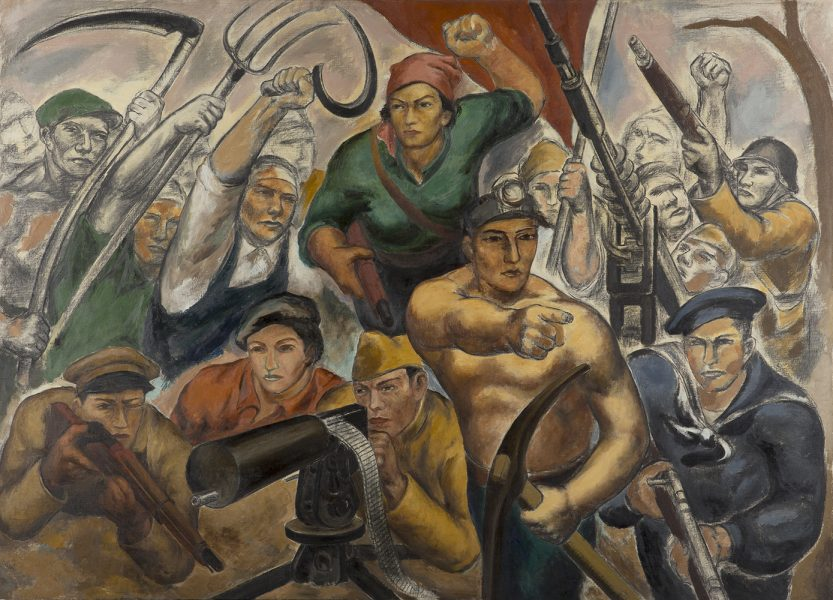
„Volksaufstand“, 1936 bis 1937

In den 1930er-Jahren schuf Ishigaki Werke, die Lynching, Sklaverei und Unterdrückung thematisierten. In The Noose aus dem Jahr 1931 zeigte er einen Lynchmob beim Mord, in South U.S.A. (Ku Klux Klan) den Kampf zur Befreiung gefesselter Schwarzer. In diesen Gemälden zeigte Ishigaki Afroamerikaner vor allem als Opfer. Sie gehören damit zur weit verbreiteten visuellen Repräsentation in den 1930er-Jahren, die Schwarze als hilflos und der Rettung durch wahrscheinlich progressive Weiße bedürftig zeigte. Beispiele dieser Darstellungsweise sind unter anderem To the Lynching! von Paul Cadmus und Southern Holiday von Harry Sternberg, die beide 1935 gemalt wurden. Von Ishigaki stammen aber auch Werke, in denen Schwarze mit eigener agency gezeigt werden. Im Gemälde The Bonus March aus dem Jahr 1932 zeigte er eine Demonstration von schwarzen Veteranen der Bonus Army, die eine vorzeitige Auszahlung ihrer für den Kriegsdienst im Ersten Weltkrieg erhaltenen Bonuszertifikate in der Weltwirtschaftskrise forderten. Hier thematisiert Ishigaki zum einen den oft marginalisierten Beitrag afroamerikanischer Veteranen zum Krieg – einer von ihnen führt in der Darstellung eine Gruppe von Demonstranten an –, zum anderen zeigte er die Verquickung von „Rasse“, Patriotismus, sozioökonomischer Ungleichheit, Arbeiterkampf und dem Betrug demokratischer Ideale auf.
Ab Mitte der 1930er-Jahre setzte Ishigaki sich in zunehmend komplexeren und ehrgeizigeren Kompositionen mit Rassismus und sozialer Ungleichheit auseinander. In zwei Wandbildstudien für das Harlem Courthouse aus den Jahren 1935 bis 1937 zeigt Ishigaki Afroamerikaner beim Kampf für die Freiheit. In ihnen griff er erneut auf das Motiv des muskulösen Mannes mit freiem Oberkörper zurück, das laut ShiPu Wang in Ishigakis visuellen Strategie für Stärke, Klasse und die Allianz der Unterdrückten steht. In der einen Studie zeigte er einen schwarzen Mann, der aus einer Reihe von vier gefesselten Sklaven hervorsteigt und sich gegen einen herangallopierenden Reiter, der eine Peitsche schwingt, wendet. Das Reitermotiv adaptierte Ishigaki auch aus früheren Werken, gestaltete es nun aber realistisch. Die dargestellten Sklaven werden in verschiedenen Posen gezeigt, als ob sie gegen ihre Fesseln ankämpfen würden, von denen sich der fünfte Mann erfolgreich befreit hat. Die zweite Studie zeigt vier Männer, zwei von ihnen als Reiter, die Gewehre und eine Spitzhacke tragend bereit zum Kampf sind. Der vom unteren Bildrand angeschnittene Reiter streckt seinen Arm in einer aufrufenden Geste aus

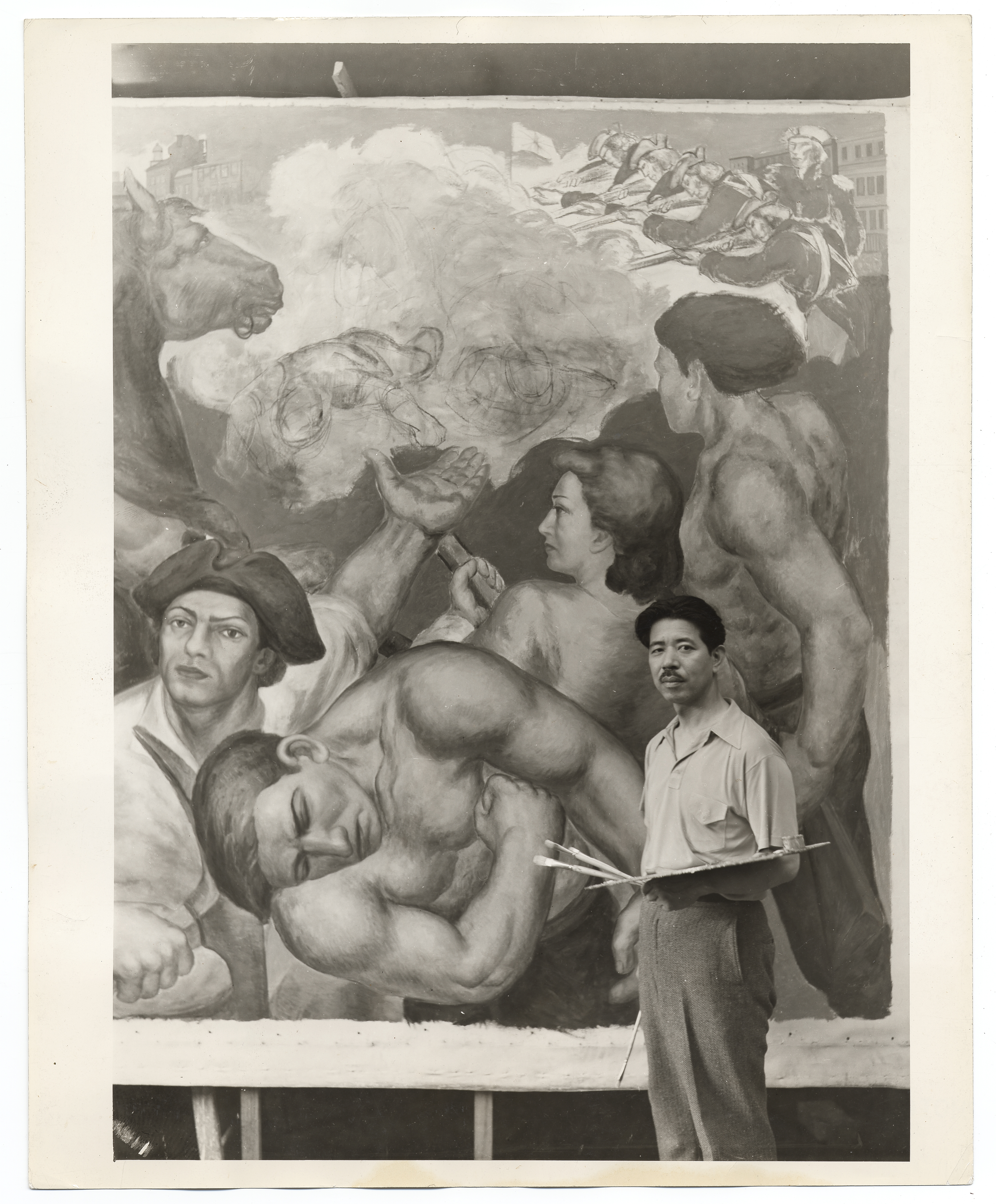
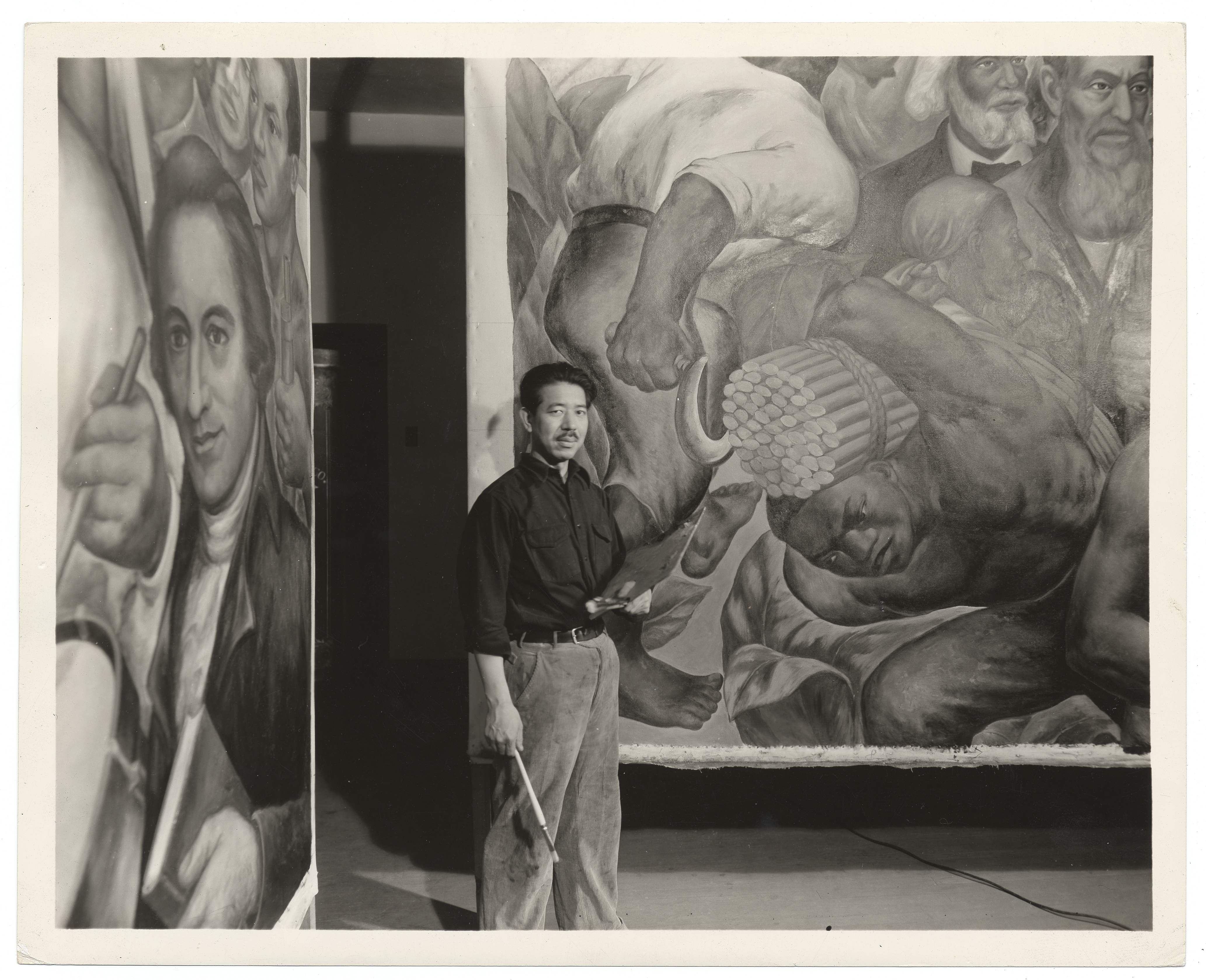
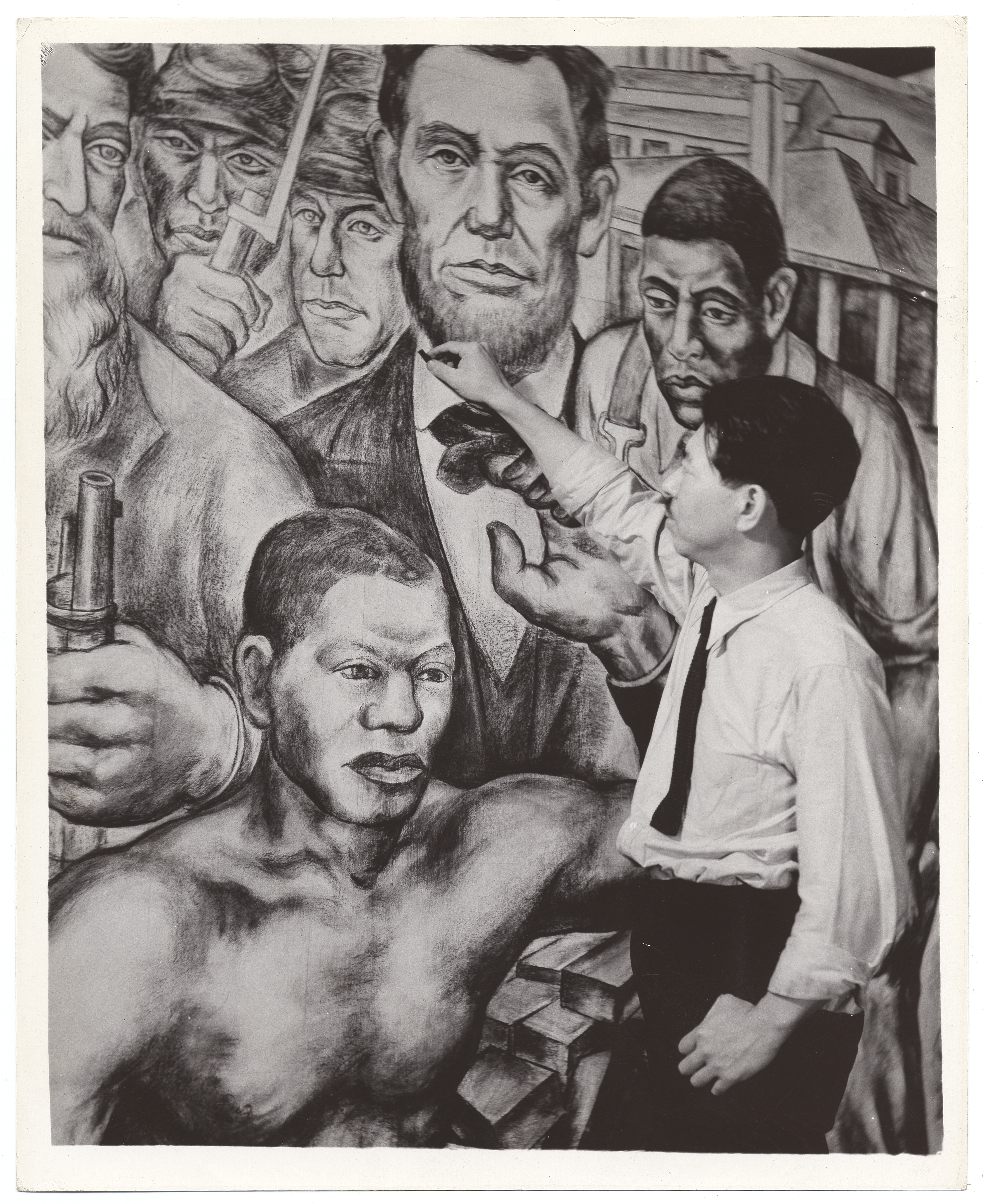

Ishigaki schuf eine Reihe von Gemälden, die starke und dominante Frauen zeigen. Zu ihnen gehören unter anderem Resistance aus dem Jahr 1937, Spanish Woman aus dem Jahr 1938 und das 1947 entstandene Bild Resistance of Woman. Diese Gemälde zeigten starke, laut ShiPu Wang an Amazonen erinnernde Protagonistinnen, die ihre männlichen Gegner bekämpfen und besiegen.
1918 arbeitete er als Setzer bei der japanischen Wochenzeitschrift New York Shimbō. In der Zeit lernte er den führenden japanischen Sozialisten Katayama Sen kennen und schloss sich dessen Studiengesellschaft zum Sozialismus an. 1919 wurde er Mitherausgeber der proletarischen Zeitschrift Kyōzon (共存).

## Rezeption

### Forschungsgeschichte
Ishigaki spielte in der Forschung zur amerikanischen Kunst der ersten Hälfte des 20. Jahrhunderts lange Zeit kaum eine Rolle.
Andrew Hemingway behandelte auch Ishigaki im Rahmen seiner Monographie Artists on the Left: American Artists and the Communist Movement, 1926–1956 aus dem Jahr 2002. In Susan Platts Studie Art and Politics in the 1930s: Modernism. Marxism, Americanism. A History of Cultur and Activism during the Depression Years aus dem Jahr 1999 und Virginia Hagelstein Marquardts wichtigem Aufsatz “New Masses” and John Reed Club Artists, 1926-1936: Evolution of Ideology, Subject Matter, and Style im Journal of Decorative and Propaganda Arts aus dem Jahr 1989 fand er hingegen keine Erwähnung.

### Ausstellungen

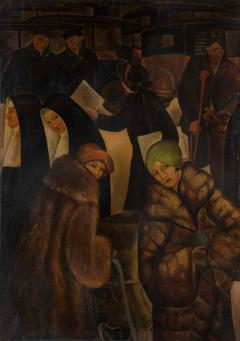
Ishigaki Eitarō, Stadt, 1925. Ausgestellt 1985 in Köln.

- Ausstellung Japanische Malerei im westlichen Stil 1985 im Museum für Ostasiatische Kunst in Köln.

In Taiji wurde ihm zu Ehren ein Gedächtnismuseum (太地町石垣記念館, Taiji-chō Ishigaki kinenkan) errichtet.